# Winston W. Royce

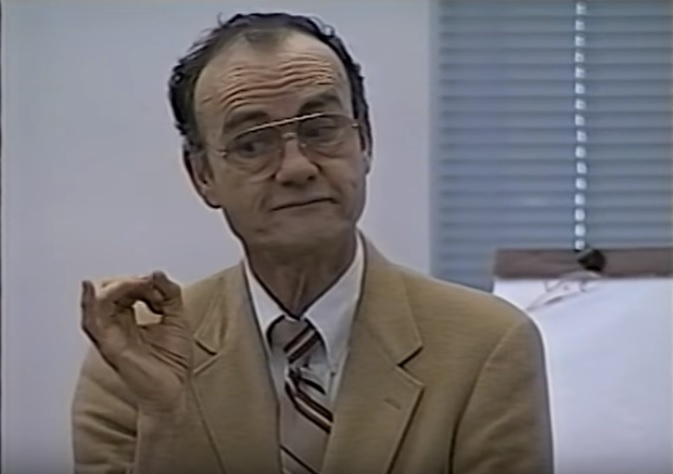
Royce in 1990.

Winston Walker Royce (15 augustus 1929 – 7 juni 1995) was een Amerikaanse computerwetenschapper en directeur van Lockheed Software Technology Center in Austin, Texas. Hij was een pionier op het gebied van softwareontwikkeling, bekend van zijn paper uit 1970, waaruit ten onrechte het watervalmodel voor softwareontwikkeling is afgeleid.

## Watervalmethode
Over de oorsprong van de term "waterval" wordt vaak gezegd dat Royce deze in 1970 introduceerde, maar Royce zag zelf meer in de herhaalde benadering voor softwareontwikkeling en gebruikte zelf niet de term "waterval". Royce beschreef het watervalmodel als een methode die hij gewaagd en zelfs een uitnodiging voor mislukking vond.
In 1970 vond Royce dat de watervalmethode gezien moest worden als eerste concept, hij vond dat er in de methode nog fouten zaten. Hij bracht een document uit waarin onderzocht werd hoe het eerste concept tot een herhaalde methode doorontwikkeld kon worden, In dit nieuwe model zat tussen elke fase een terugkoppeling met de vorige fase, zoals we dat nu veel zien in de huidige methodes. Vervelend voor Royce kreeg alleen de aanvankelijke methode aandacht, de kritiek die hij had op deze methode werd grotendeels genegeerd.
Ondanks Royces intenties om de watervalmethode te veranderen in een herhaalde methode (iteratief model), is het gebruik van deze methode nog steeds zeer populair, maar de tegenstanders van de watervalmethode zien het als een naïeve en ongeschikte methode voor het gebruik in de "echte wereld".